# Broad Oak (Canterbury)
Broad Oak es una localidad situada en el distrito de la ciudad de Canterbury, en el condado de Kent, Inglaterra (Reino Unido).
Está ubicada al sureste de la región Sudeste de Inglaterra, cerca de las ciudades de Dover y Maidstone —la capital del condado— y de la costa del canal de la Mancha y al sureste de Londres.